# Астрофитум украшенный
Астрофитум украшенный (лат. Astrophytum ornatum) — самый первый из найденных кактусов рода Астрофитум. Обнаружил его доктор Томас Култе, врач ирландского происхождения, вблизи долины Барранка-де-Венадос, отправив его впоследствии на изучение известному ботанику и классификатору Огюстену де Кандолю. Растение было описано в 1827 году под названием Echinocactus ornatus.
Родина — плоскогорья центральной Мексики (Керетаро, Идальго, Гуанахуато). Средние высоты — 2000 метров над уровнем моря.

## Характеристики

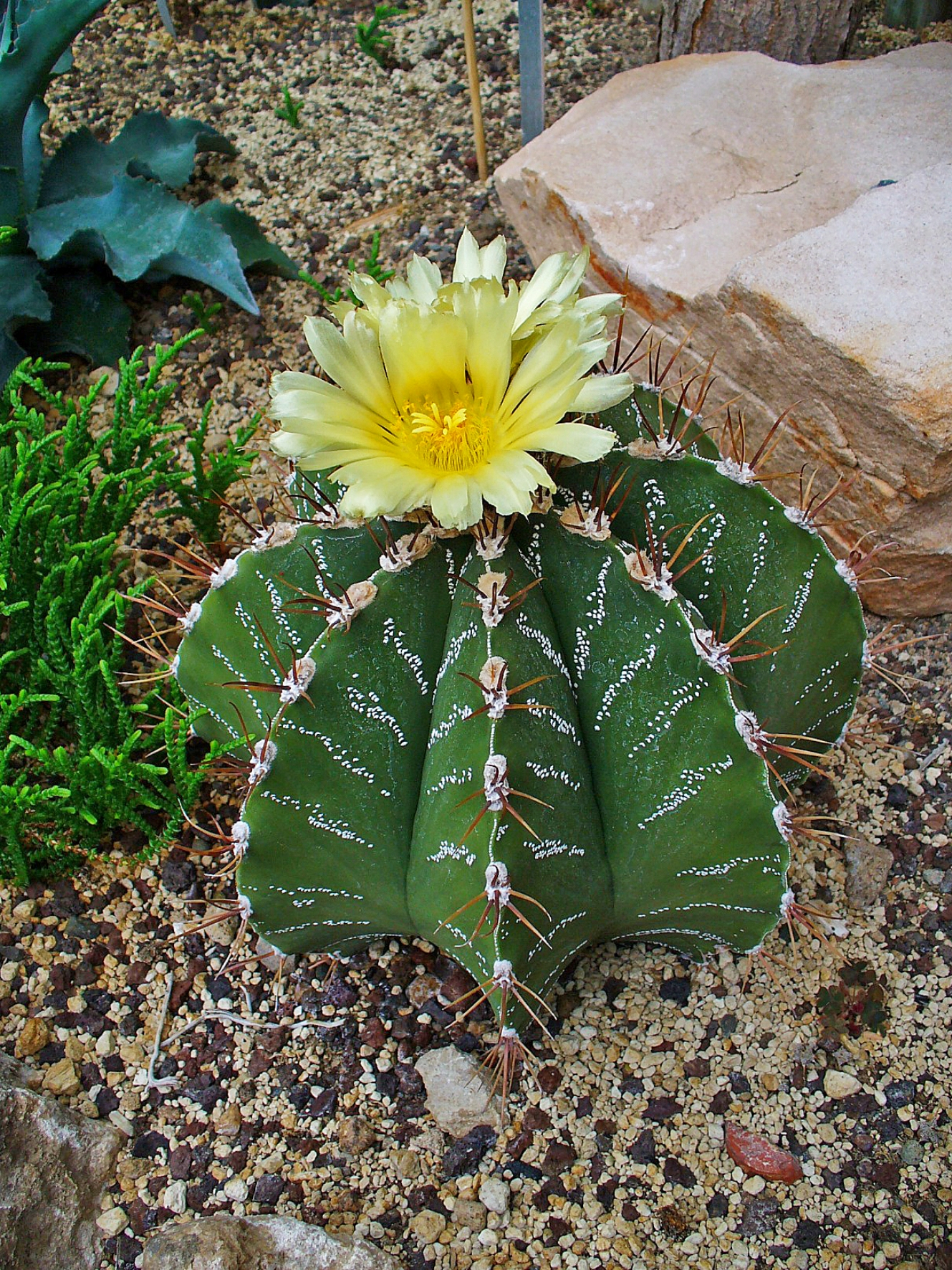
Цветущий Astrophytum ornatum

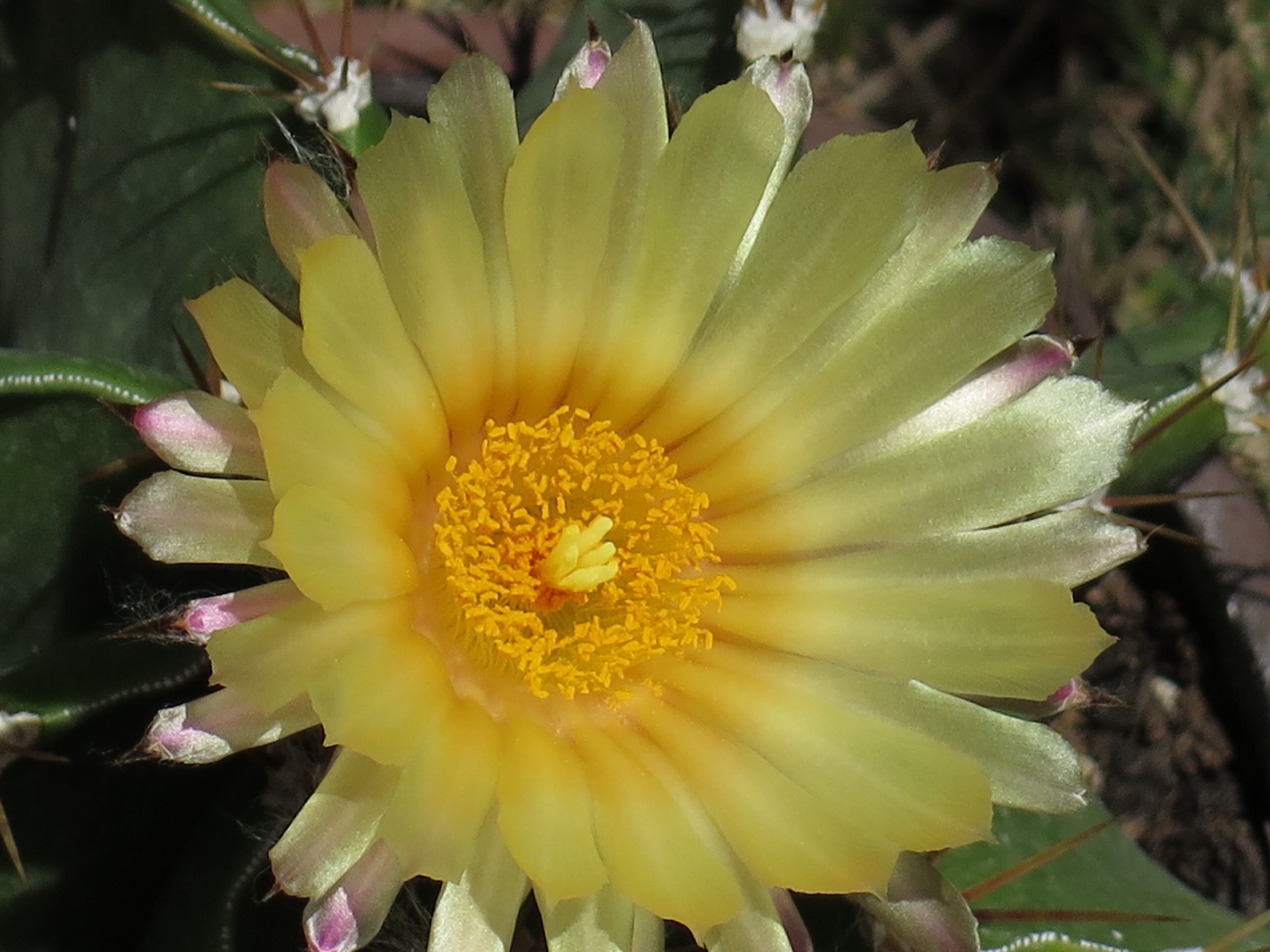
цветок

Самый высокий вид астрофитумов. В природе может достигать двух и выше метров в высоту, в коллекциях же после долгих лет культивирования в среднем достигает полуметра. В начале роста имеет шарообразную форму, впоследствии вытягивается, сохраняя в диаметре 10-20 сантиметров. Стебель тёмно-зелёного цвета, прямых или слегка изогнутых рёбер чаще всего восемь, встречаются и шестирёберные растения. Ареолы удалены друг от друга на 2-2,5 сантиметра и содержат 5-10 желтовато-коричневых колючек до 4 сантиметров длиной. Рёбра покрыты поперечными рядами крапинок из белых волосков, создающих узоры на стебле растения. Цветы бледно-желтые, длиной около 8 сантиметров и до 10 сантиметров в диаметре, распускаются в начале лета. Плоды зелёного цвета.

## Уход
Один из наиболее неприхотливых и устойчивых астрофитумов. Летом растения требуют как можно больше света и тепла. Впрочем, свет, желательно, должен быть рассеянным. В случае опасности деформации кактуса от недостатка света растение нужно меньше поливать. Летом полив умеренный, зимой его прекращают совсем. Температуры зимовки необходимы достаточно низкие, но не ниже нуля. В среднем, это +5 °C — +8 °C. Желательна известковая почва, в связи с чем в грунт можно добавлять известковую крошку. В качестве альтернативы можно просто не пересаживать кактус — защелачивание земли, происходящее при поливе, является своеобразной заменой известковых почв на родине кактуса.

## Разновидности
- var. glabrescens ((Web.) Okumura) — «голая» разновидность. Зелёный стебель покрыт лишь изредка встречающимися крапинами.
- var. mirbelii ((Lemaire) Okumura) — разновидность с длинными изогнутыми колючками и почти сплошь покрытая мелкими белыми крапинами.
- var. niveum (Schutz & Fleischer) — разновидность с множеством белых колючек.
- var. virens (Schutz & Fleischer) — отличается крупными колючками и голым стеблем.